# Rudi Dornbusch
Rüdiger Dornbusch, detto Rudi (Krefeld, 8 giugno 1942 – Washington, 25 luglio 2002), è stato un economista tedesco.

## Biografia
Rüdiger Dornbusch è nato a Krefeld, una città extracircondariale della Germania nel Land della Renania Settentrionale-Vestfalia. Dopo aver completato gli studi secondari al ‘Gymnasium am Moltkeplatz’ a Krefeld, è andato a studiare all'estero. Ha conseguito la Laurea in Scienze Politiche presso l'Università di Ginevra nel 1966, dove è rimasto per un anno anche come assistente in economia presso il Graduate Institute of International Studies, e successivamente si è trasferito negli Stati Uniti, dove ha conseguito il Ph. D. in economia presso l'Università di Chicago. Questo perché Robert Mundell, premio Nobel per l'economia nel 1999, scoprì le sue grandi doti durante una visita all'Università di Ginevra e lo portò con sé all'Università di Chicago. Francesco Giavazzi, uno dei suoi allievi più brillanti, nel necrologio scritto per il Corriere della Sera, così racconta l'episodio: "C'era stata una scintilla tra Rudi e Mundell, a Ginevra, nel 1968. Mundell, passando per Ginevra, si accorse di questa straordinaria intelligenza e lo portò con sé all'università di Chicago". Ha insegnato tra le altre nelle Università di Chicago, di Rochester, di Londra (London School of Economics) prima di approdare al Massachusetts Institute of Technology di Boston, dove ha insegnato, fino alla prematura scomparsa, per 27 anni.
Ha impresso la sua impronta sulla moderna economia internazionale, oltre che con i suoi numerosi scritti sulle più importanti riviste scientifiche, anche come relatore più di 125 tesi di dottorato. I suoi contributi pubblicati su libri e riviste ammontano a più di 300: per la precisione 346 pubblicazioni scientifiche di cui 112 su rivista. Il suo testo universitario sulla macroeconomia, scritto a quattro mani con Stanley Fischer, giunto nel frattempo alla tredicesima edizione, è un manuale per corsi di base di economia politica che negli anni '80 e '90 del XX secolo è stato il più diffuso a livello mondiale. Una traduzione non autorizzata del libro fu diffusa clandestinamente anche nell'allora Cecoslovacchia. Possedeva, inoltre, peculiari doti didattiche, che lo hanno portato a elaborare grafici innovativi per far comprendere meglio il suo pensiero. Uno di questi è il "triangolo latino", il cui uso - che gli interessati possono trovare nel testo delle sue Munich Lectures: Day Two (pp. 19–20) - può aiutare a comprendere oltre alle crisi dei paesi del "Cono Sud" degli anni '80 e '90 del secolo breve anche quella della Grecia. Il "triangolo latino" viene ottenuto nella figura dall'intersezione delle rette esprimenti il Pil potenziale (di pieno impiego), il vincolo estero (equilibrio della bilancia dei pagamenti) ed il livello dei salari (pace sociale). Insomma il "triangolo latino" mostra il legame che c’è tra il tasso di cambio, il tenore di vita della popolazione e l’equilibrio macroeconomico interno ed esterno.
Studioso delle dinamiche monetarie, Rudi Dornbusch è famoso, per la sua teoria dell'overshooting del tasso di cambio. Con questo termine viene indicato il deprezzamento (apprezzamento) di breve periodo del tasso di cambio nominale superiore al suo valore di lungo periodo come conseguenza di un aumento (riduzione) dell’offerta di moneta. Questo fenomeno è dovuto principalmente alla presenza di rigidità nel mercato dei beni che impediscono l'aggiustamento istantaneo dei prezzi in questo mercato. Pertanto l’ipotesi di prezzi rigidi, realistica nelle analisi di breve periodo, fa ricadere l’onere dell’aggiustamento sul tasso di cambio nominale che di conseguenza presenta una volatilità molto alta. Ospite fisso a cavallo tra gli anni '80 e '90 nel convegno organizzato a settembre di ogni anno a Cernobbio (località che si affaccia sul lago di Como) dallo 'Studio Ambrosetti': a partire dal 1995 non venne più invitato perché le sue considerazioni sulla fragilità della lira dell'anno precedente costituirono fattori di debolezza interna della valuta italiana. Per la cronaca si verificò quanto da lui anticipato. Predisse, infatti, i tempi e l’entità della svalutazione della lira del 1992 se il Governo italiano non avesse corretto il disavanzo di bilancio e comunque riteneva la svalutazione non rimandabile. Consigliava solo di svalutare 'a freddo' e non sotto la pressione del mercato.  Dornbusch sulle 'crisi' amava ripetere: “ci mettono più tempo ad arrivare di quanto pensavate e poi si svolgono più in fretta di quanto avreste pensato“.
Nel 1996 avanzò forti critiche riguardo all'introduzione di un'unione monetaria in Europa, affermando, tra l'altro, "se mai è esistita una cattiva idea, questa è l'Unione monetaria europea.". Nello stesso scritto apparso su 'Foreign affairs' è contenuta la critica più dirompente all’Unione Monetaria Europea: ovvero che l'abolizione degli aggiustamenti del tasso di cambio trasferisce al mercato del lavoro il compito di adeguare la competitività e i prezzi relativi e questo potrà provocare recessioni, aumenti della disoccupazione (e pressioni sulla BCE affinché inflazioni l’economia). La sua prematura scomparsa a causa di un cancro, avvenuta il 25 luglio 2002 nella sua casa di Washington D. C., ha privato i dibattiti sulle crisi successive (mutui sub-prime, titoli sovrani e covid-19 shock per citarne alcune) di un interlocutore di grande livello.

## Opere
Libri:
- Macroeconomics, McGraw-Hill, New York, 1978-2004 (with Stanley Fischer and (after the VII ed.) also with Richard Startz)) (trad. italiana I-VI ed. per il Mulino, Bologna; trad. it. VII-X ed. McGraw-Hill)
- International Economic Policy: Theory and Evidence, Johns Hopkins University Press, (Edited with J.A. Frenkel.)
- Open Economy Macroeconomics, Basic Books, New York, 1980.
- Inflation, Debt and Indexation, MIT Press, 1983. (Ed. with M.H. Simonsen.)
- Financial Policies and the World Capital Market, University of Chicago Press, 1983. (Ed. with P. Aspe and M. Obstfeld.)
- Economics, McGraw-Hill, New York, 1987, 2nd ed. (with S. Fischer and R.Schmalensee)
- Restoring Europe's Prosperity, (with O. Blanchard and R. Layard) MIT Press, 1986.
- Dollars, Debts and Deficits, MIT Press, 1987.
- Macroeconomics and Finance, (Essays in Honor of Franco Modigliani) MIT Press, 1987, (Ed. with S.Fischer)
- The Political Economy of Argentina, 1946-83, Macmillan, 1988. (Ed. with G. diTella)
- Exchange Rates and Inflation, MIT Press, 1988.
- Stopping High Inflation. (Ed.with M.Bruno, G.diTella and S.Fischer), MIT Press, 1988.
- The Open Economy: Tools for Policy Makers in Developing Countries. (Ed. with Leslie Helmers) Oxford University Press, 1988.
- Public Debt Management: Theory and History (Ed.with Mario Draghi) Cambridge University Press, 1990.
- Reform in Eastern Europe (jointly with O.Blanchard et al.) MIT Press, 1991.
- Global Warming: Economic Policy Responses. (Ed. with J.Poterba) MIT Press, 1991.
- The Macroeconomics of Populism in Latin America (Ed. with S.Edwards). MIT Press, 1991.
- East-West Migration (With Layard, Blanchard, and Krugman) MIT Press, 1992.
- Postwar Economic Reconstruction and Lessons for the East Today (ed. with W. Nolling and R.Layard) MIT Press, 1993
- Stabilization, Debt, and Reform: Policy Analysis For Developing Countries, Prentice Hall, 1993.
- Reform, Recovery and Growth (ed. with S.Edwards) University of Chicago Press, 1994.
- Financial Opening: Policy Lessons for Korea, (edited with Y.C.Park), Korea Institute of Finance, International Center For Economics Growth, 1995.
- Keys to Prosperity: Free Markets Sound Money and a Bit of Luck, MIT Press, 2000. (trad. it. Le Chiavi della prosperità, Egea 2001)

Altre pubblicazioni: (Papers, Comments, Testimony)
"Notes on Growth and the Balance of Payments," Canadian Journal of Economics, August 1971.
"Optimal Commodity and Trade Taxes," Journal of Political Economy, November-December 1971.
"Inflation and Economic Growth: Alternative Approaches," Journal of Money, Credit and Banking, February 1973. (Jointly with J.A.Frenkel.)
"Adjustment, Policy and Monetary Equilibrium in a Two-Country Model," International Trade and Money, M. Connolly and A. Swoboda (eds.) in Allen and Unwin, 1973. (Jointly with A. Swoboda.)
"Currency Depreciation, Hoarding and Relative Prices," Journal of Political Economy, August 1973.
"Real and Monetary Aspects of the Effects of Exchange Rate Changes," National Monetary Policies and the International Financial System, R.Z. Aliber (ed.), University of Chicago Press, 1974 and Revista Espanola de Economia, September-December 1976.
"Devaluation, Money and Nontraded Goods," American Economic Review, December 1973. Reprinted in J. Frenkel and H.G. Johnson (eds.), The Monetary Approach to the Balance of Payments, Allen
and Unwin, 1976.
"Tariffs and Nontraded Goods," Journal of International Economics, May 1974.
"Consumption, Real Balances and the Hoarding Function," International Economic Review, June 1975. (Jointly with M. Mussa.)
"A Fisherian Model of International Monetary Problems: Some Comments," Inflation in the World Economy, M. Parkin and G. Zis (eds.), University of Manchester Press, 1975.
"A Portfolio Balance Model of the Open Economy," Journal of Monetary Economy, Jan. 1975. Reprinted in Kredit und Kapital, 5, 1979.
"Exchange Rates and Fiscal Policy in a Popular Model of International Trade," American Economic Review, December 1975 and Cuadernos de Economia, December 1975.
"Capital Mobility, Flexible Exchange Rates and Macroeconomic Equilibrium," in Recent Developments in International Monetary Economics, E. Classen and P. Salin (eds.), North-Holland, 1976.
"An Aggregate Theory for a Closed Economy: An Exposition and Some Comments," in Monetarism, J. Stein (ed.), North-Holland, 1976.
"Alternative Price Stabilization Rules and the Effects of Exchange Rate Changes," The Manchester School, September 1975.
"The Theory of Flexible Exchange Rate Regimes and Macroeconomic Policy", Scandinavian Journal of Economics, 2, 1976. Reprinted in J. Frenkel and H.G. Johnson (eds.) The Economics of Exchange
Rates, Addison Wesley, 1978 and J.Herrin, A. Lindbeck and J. Myrman (eds.), Flexible Exchange Rates and Stabilization Policy, Westview Press, 1977 and Cuadernos de Economia, No. 39, 1976.
"Exchange Rate Expectations and Monetary Policy," Journal of International Economics, August 1976.
"Expectations and Exchange Rate Dynamics," Journal of Political Economy, December 1976.
"Inflation, Capital and Deficit Finance," Journal of Money Credit and Banking, February 1977.
"Capital Mobility and Portfolio Balance," in R.Z. Aliber (eds.), The Political Economy of Monetary Reform, MacMillan, 1977.  Reprinted in Kredit und Kapital, 5, 1979.
"Flexible Exchange Rates in the Short Run," Brookings Papers on Economic Activity, 3, 1976. (Jointly with P. Krugman.) Reprinted in R. Teigen (ed.), Readings in Money National Income and
Stabilization Policy, Irwin, 1978.
"Comparative Advantage, Trade and Payments in a Ricardian Model with a Continuum of Goods," American Economic Review, December 1977. (Jointly with S. Fischer and P.A. Samuelson.)
"Reguliertes Floating," Zeitschrift fur die Gesamte Staatswissenschaft, March 1978.
"Monetary Policy under Exchange Rate Flexibility," in Federal Reserve Bank of Boston, Managed Exchange Rate Flexibility, 1979.  Reprinted in D. Lessard (ed.), International Financial Management:
Theory and Application, Warren Gorham and Lamont, 1979, and in Bigam and T. Taya (eds.), The Functioning of Floating Exchange Rates, Ballinger, 1980.
"Analysis and Projection of Macroeconomic Conditions in Portugal," in L. Graham and H. Makler (eds.), Contemporary Portugal, University of Texas Press, 1979. (Jointly with R. Eckaus and L. Taylor.)
"Domestic Adjustment to Balance of Payments Disequilibrium: Discussion," American Economic Review, May 1975.
"Problems of Monetary Reform and Exchange Rate Management," in International Monetary Reform and Exchange Rate Management, Joint Economic Committee, 94th Congress, Washington, D.C., 1975.
"Aspects of Oil and International Financial Markets,"  Weltwirtschaftliches Archiv, 2, 1975.
"International Transmission of Inflation: Some Comments," in L. Krause and W. Salant (eds.), World Inflation, Brookings Institution, 1977.
"Money and the Balance of Payments," P. Clark, D. Logue and R. Sweeney (eds.) The Effects of Exchange Rate Adjustment, U.S. Treasury, 1977.
"Evaluation of Risk in International Lending: Comment," in Key Issues in International Banking, Federal Reserve Bank of Boston,  1978.
"The Current Experience with Floating Exchange Rates: Discussion," American Economic Review, May 1978.
Statement on the "I.M.F. Supplementary Financing Facility," Senate Banking Committee, October 1977.
"Statement on the Conduct of Monetary Policy," House Banking Committee, March 1978.
"Purchasing Power Parity: Introduction," Journal of International Economics, May 1978. (Jointly with D. Jaffee.)
"Issues in International Finance: Who and What Controls the Dollar?" Data Resources World Economic Bulletin, Spring 1979.
"International Surveillance and Adjustment," Joint Economic Committee, U.S. Congress, July 1978.
"Budget Deficits and Inflation," in J. Flanders and A. Razin (eds.), Inflation in a Developing World, Academic Press, 1980. (Jointly with S. Fischer).
"Sterling and the External Balance," in R. Caves and L. Krause (eds.), The British Economy, Brookings, 1980. (Jointly with S. Fischer.)
"Concluding Comments," in J. Flanders and A. Razin (eds.), Inflation in a Developing World, Academic Press, 1980.
"Stabilization Policy in the Open Economy," in Joint Economic Committee, Special Study on Economic Change, Washington D.C., 1980.
"Portugal's Crawling Peg," in J. Williamson, (ed.), The Crawling Peg: Past Performance and Future Prospects, MacMillan, 1982.
"Exchange Rate Rules and Macroeconomic Stability," in J. Williamson (ed.), The Crawling Peg: Past Performance and Future Prospects, MacMillan, 1982.
"External Disequilibrium in Portugal, 1975-78: Comment," in Gulbenkian Foundation, Second Conference on the Portuguese Economy, Lisbon, 1980.
"The Determination of Interest Rates," Pamphlet, Reserve City Bankers Research Foundation, Chicago, 1980. (Jointly with S.Fischer.)
"An Export Equation for Brazilian Manufactures," Revista Brasileira, August 1980. (Jointly with E. Cardoso.)
"The Monetary Approach to the Balance of Payments: The Case of Brazil," Pesquisa e Planejamenta, August 1980. (Jointly with E. Cardoso.)
"Inflation Stabilization and Capital Mobility," in J. Villanueva (ed.), American Latina Y La Transformacion Economica Mundial, Editorial del Instituto, 1981.
"Replies to the Questionaire," U.K., House of Commons, Enquiry on Monetary Policy, H.M.S. Stationary Office, 1980.
"Heckscher-Ohlin Trade Theory with a Continuum of Goods,"  Quarterly Journal of Economics, September 1980. (Jointly with S Fischer and P.A. Samuelson.)
"Exchange Rates and the Current Account," American Economic Review, December 1980. (Jointly with S. Fischer.)
"Exchange Rate Economics: Where Do We Stand?" Brookings Papers on Economic Activity, 1, 1980. Reprinted in J. Bhandari and B. Putnam (eds.), The International Transmission of Disturbances under
Flexible Exchange Rates, M.I.T. Press, 1982, and in J.M. Letiche (ed.), International Economic Policies and their Theoretical Foundations, Academic Press, 1982.
"Exchange Risk and the Macroeconomics of Exchange Rate Determination," in R. Hawkins and R. Levich (eds.), The Internationalization of Financial Markets and National Economic Policy, JAI Press, 1982.
"PPP Exchange Rate Rules and Macroeconomic Stability," Journal of Political Economy, February 1982.
"Consumption Opportunities and the Real Value of the External Debt," Journal of Development Economics, 1, 1982.
"Exchange Rate Policies for Developing Countries," Seminar Series No. 32, Korea International Economic Institute, Seoul, 1981.
Statement in "Hearings on the Conduct of Monetary Policy," Joint Economic Committee, February 1981.
"The Black Market for Dollars in Brazil," Quarterly Journal of Economics, February 1983, (Jointly with D. Dantas, C. Pechman, R. Rochas and D. Simoes.)
"Exports and Policy in Latin America: Comment," in W. Baer and M. Gillis eds.), Export Diversification and the New Protectionism, NBER and University of Illinois Press, 1981.
"Stabilization Policy in Developing Countries: What Have We Learned?" World Development, September 1982 and Desarrollo Economico, July 1982.
"Statement Before the Gold Commission," Washington, D.C., U.S. Treasury, November 1981.
"US International Monetary Policies," Statement Before the US House of Representatives, November 1981.
"The Costs and Benefits of Regional Integration," Fundacion Mediteranea, Cordoba, Estudios, Sept. 1981. Reprinted in Integracion Latinoamericana, June 1986.
"Panel Discussion," in External Financial Relations and Their Impact on the Latin American Economics, R. French-Davis (ed.), Fondo de Cultura.
"Foreword," in J. Bhandari and B. Putnam, (eds.), The International Transmission of Disturbances under Flexible Exchange Rates, M.I.T. Press, 1982.
"Real Interest Rates, Home Goods and Optimal External Borrowing," Journal of Political Economy, February 1983.
"Equilibrium and Disequilibrium Exchange Rates," Zeitschrift fur Nationalokonomie, 6, 1982.
"The Gold Standard: Comment," Brookings Papers on Economic Activity, 1, 1982.
"The Gold Standard and the Bank of England in the Crisis of 1847," in M. Bordo and A. Schwartz (eds.), A Retrospective on the Classical Gold Standard: 1821-1931. University of Chicago Press, 1985. (Jointly with J.A. Frenkel.)
"Better Conditionality: Comment," in J. Williamson (ed.), Conditionality, MIT Press, l983.
"From Monetary to Exchange Rate Targets: Comment," Banca Nazionale del Lavoro, Quarterly Review, September 1981.
"U.S. International Monetary Policies," Academic Consultants Meeting with the Federal Reserve Board, September 1982.
"Flexible Exchange Rates and Interdependence," with Hooke (ed.), Exchange Rate Regimes and Policy Interdependence, IMF, l983 and Staff Papers, March 1983.
"Exchange Rate Determination: Comments on Mussa," in R. Marston and J Bilson (eds.) Flexible Exchange Rates, University of Chicago Press, 1984.
"The Scope for Intervention: Comments on Henderson," in R. Marston and J. Bilson (eds.), Flexible Exchange Rates, University of Chicago Press, 1984.
"From Rambouillet to Versailles," in Essays in International Finance, No. 149, December 1982 (with others).
"Interdependence in the World Economy," DRI Review of the U.S. Economy, January 1983.
"U.S. Monetary and Fiscal Policy, the Dollar and the International Monetary System," in J. Frenkel and M. Mussa (eds.), The World Economic System, Auburn House Publishing Co., 1984.
"The Overvalued Dollar and the International Monetary System," in A. Mendelowitz (ed.), Floating Exchange Rates in an Interdependent World, General Accounting Office, 1984.
"Panel Discussion on the Southern Cone," IMF Staff Papers, March 1983.
"The Brazilian Payments Crisis: Comments," in J. Williamson (ed.), Prospects for Adjustments in Argentina, Brazil and Mexico, MIT Press, 1983.
"The Overvalued Dollar." Testimony before the House Subcommittee on International Trade, November 1983.
"The Brazilian Payments Crisis: Comments," Brookings Papers on Economic Activities, 2, 1983.
"Macroeconomic Prospects for the European Community," (with Blanchard, Buiter, Basevi and Layard), CEPS, Bruxelles, 1983.
"The Overvalued Dollar," Lloyd's Bank Review, April 1984.
"U.S. Deficits, the Dollar and Europe," (with O. Blanchard), Banca Nazionale del Lavoro, Quarterly Review, March 1984.
"External Debt, Budget Deficits and Disequilibria Exchange Rates," in G. Smith and J. Cuddington (eds.), The International Debt Problem and the Developing Countries, World Bank.
"The Australian Macro Economy," (with Stan Fischer) in R. Caves and L. Krause (eds.) The Australian Macro Economy, Brookings, 1984.
"The U.S. Open Economy," (with Stan Fischer) in R. Gordon (ed.) The American Business Cycle, NBER and University of Chicago Press, 1986..
"The International Debt Problem," The World Economy, June 1984. A shortened version appears in Challenge, July-August 1984.
"Functioning of the Current International Financial System: Comments in G. von Furstenberg (ed.) International Money and Credit, International Monetary Fund, 1983.
"Economia Mundial: Boas Novas para o Brasil?" Conjuntura Economica, January 1984.
"Dollar Deposits in Brazil: The 432 Effect" (with A. Moura da Silva) Revista Brasileira de Economia, December, 1984.
"The Gold Standard and the Crisis of 1847" (with J. Frenkel) Journal of International Economics, February 1984.
"A Stabilization Program for Brazil" Coleccion Estudios Cieplan, December, 1983. A Portuguese version appears in Revista de Economia Politica, April-June 1984.
"Floating Exchange Rates After Ten Years: Comment" Brookings Papers on Economic Activity, 2, 1983.
"Comment on the Monetary Approach to the Balance of Payments," in N. Barletta et.al. (eds.), Economic Liberalization and Stabilization Policies in Argentina, Chile and Uruguay, World Bank 1984.
"The Debt Problem and Options for Debt Relief," Revista de Economia Politica, January-March 1985.
"The World Debt Problem," (with S. Fischer), Report prepared for the United Nations Group of Twenty-Four, UNCTAD, August 1984; an updated version appears in Journal of Development Planning, Vol.18, 1985.
"Adjustment in World Payments: Comment," in Federal Reserve Bank of Boston, The International Monetary System, Boston 1984.
"Reforma Monetaria: Mito e Realidade," Conjuntura Economica, January 1985.
"Bid-Ask Spreads in the Market for Black Dollars," (with C. Pechman) Journal of Money, Credit and Banking, February 1986.
"Multiple Exchange Rates for Commercial Transactions," in S. Edwards A. Liaquat and (eds.) Economic Adjustment and Exchange Rates in Developing Countries, University of Chicago Press, 1986.
"Dollars, Debts and Deficits," Testimony before the Senate Budget Committee, February 21, 1985.
"The Debt Problem: 1980-84 and Beyond," in Third World Quarterly, April 1985.
"Public Debt and Fiscal Responsibility," (jointly with W. Buiter and O. Blanchard), Center for European Policy Studies, CEPS Papers, 1985.
"The Effects of OECD Macroeconomic Policies on Non-Oil LDCs: A Review." Presented at the World Bank Conference on Budget Deficits and the World Economy, October 1984.
"Intergenerational and International Trade," Journal of International Economics, February 1985.
"Europe: The Case for Unsustainable Growth," (with R. Layard, O. Blanchard, W. Buiter and G. Basevi), Center for European Policy Studies, CEPS Papers, 1984.
"Sound Currency and Full Employment," pamphlet published by the U.K. Employment Institute.
"Macroeconomics and Protection," (with J. Frankel) in R.M.Stern (ed.) U.S. Trade Policies in a Changing World, MIT Press, 1987.
"Inertial Inflation and Monetary Reform in Brazil: Comment" in J. Williamson (ed.) Inflation and Indexation, Institute for International Economics, 1985.
"Floating Exchange Rates and the Overvalued Dollar," Testimony before the Senate Finance Committee, April 24, 1985.
"Symposium on Floating Exchange Rates," Brookings Papers on Economic Activity, 1, 1985.
"Policy and Performance Interdependence Between Debtor LDCs and Industrialized Countries," Brookings Papers on Economic Activity, 2, 1985.
"Employment and Growth in Europe: A Two-Handed Approach," (with O. Blanchard, J.Dreze, H. Giersch, R. Layard and M. Monti), Center for European Policy Studies, CEPS Papers, 1985.
"Special Exchange Rates for Capital Account Transactions," The World Bank Economic Review, 1, 1986.
"Stopping Hyperinflation: Past and Present," (with S. Fischer) Weltwirtschaftliches Archiv, April 1986
"Macroeconomics and Employment," presented at the Gramsci Institute Conference on European Unemployment, Bologna, October 1985.
"Flexible Exchange Rates and Excess Capital Mobility," Brookings Papers, 1, 1986. An abridged version appears in Economic Impact, 1987/1.
"Stopping High Inflation: The Case of Israel" presented at the Conference on Inflation Therapies, Rio de Janeiro, May 1986.
"Inflation, Exchange Rates and Stabilization," (Graham Lectures) Princeton Essays, October 1986.
"Third World Debt," (with S. Fischer) Science, Oct. 1986
"The Dollar and the Exchange Rate System," Testimony before the Joint Economic Committee, February 1986.
"Budget Deficits and the Dollar: Comment on Feldstein," in S.Fischer (ed.) NBER Macro-Economic Policy, 1986.
"Fiscal Policy and Real Exchange Rates: Comment on Masson-Knight," in J. Frenkel (ed.) Fiscal Policy in the World Economy, University of Chicago Press.
"Argentina's New Chance," Challenge, January/February 1986.
"Exchange Rate Economics: 1986" Economic Journal, March 1987
"Unemployment: Europe's Challenge for the 1980s" Challenge, Sept/Oct. 1986
"Exchange Rates and Prices," American Economic Review, March 1987
"Philippine Debt and Macroeconomic Problems", testimony before the House Committee on Foreign Affairs, Subcommittee on Asian and Pacific Affairs, March 12, 1987.
"Developing Country Debt and U.S. Trade Problems". Testimony before the Senate Finance Committee, January 22, 1987.
"Our LDC Debt Problem" in M.Feldstein (ed.) The U.S. in the World Economy, NBER and University of Chicago Press, 1987.
"Inflation Stabilization with Incomes Policy Support" (jointly with M.H. Simonsen), Group of Thirty, 1987
"The World Debt Problem", testimony before the House Banking Committee, Subcommittee on international development institutions, March 3, 1987.
"Mexico and the IMF" published in several installments in La Jornada (Mexico), July 1986
"Brazil's Tropical Plan" (with E.Cardoso) American Economic Review, May 1987
"Impact on Debtor Countries of World Economic Conditions" in A. Martirena-Mantel (ed.) External Debt, Savings and Growth in Latin America, International Monetary Fund, 1987
"International Capital Flows and the World Debt Problem." in A.Razin and E.Sadka (eds.) Economic Policy in Theory and Practice. New York: St.Martin's Press, 1987.
"Capital Flight: Comment on Rodriguez" in D. Lessard and J.Williamson (eds.) Capital Flight and Third World Debt, Institute for International Economics, 1987.
"Debt Problems: Anatomy and Solutions" Testimony before the House Banking Committee, May 1987
"Tight Fiscal Policy and Easy Money: The Key to Argentine Stabilization", Economia (Rome), No.3, 1986.
"International Debt and Economic Instability" in Federal Reserve Bank of Kansas City Debts, Financial Stability and Public Policy, 1987
"Collapsing Exchange Rate Regimes" Journal of Development Economics,Vol. 27, 1, 1987.
"The EMS, the Dollar and the Yen" in F.Giavazzi and S.Micossi and M.Miller (eds.) The European Monetary System Cambridge: Cambridge University Press, 1989.
"Money and Finance in European Integration" published by EFTA, Geneva, 1988.
"The Flexible Exchange Rate System: Experience and Alternatives" (with J.Frankel) in S.Borner (ed.) International Finance and Trade in a Polycentric World London: Macmillan, 1989.
"High Public Debt: Comment." in F. Giavazzi and L.Spaventa High Public Debt. The Case of Italy, Cambridge University Press. 1988.
"Prosperity or Price Stability" Oxford Review of Economic Policy, Vol. 3, No.3, 1988.
"Debt Problems and the World Macroeconomy" J.Sachs (ed.) Developing Country Debt and the World Economy. Chicago: University of Chicago Press, 1988.
"Korean Growth Policy" (with Y.C. Park) Brookings Papers on Economic Activity, 2, 1987.
"External Balance Correction: Depreciation or Protection", Brookings Papers on Economic Activity, 1, 1987.
"The World Debt Problem: Anatomy and Solutions", Testimony before the Senate Banking Committee, April 12, 1987.
"Notes on Optimal Cash Balance Adjustment", in F.Gaab and J. Wolters (eds) Theoretische und Angewandte Wirtschadftsforschung, Heidelberg 1988.
"Doubts About the McKinnon Standard" Economic Perspectives, Vol. 2, No.1, Winter 1988
"The Dollar and the Deficit" in The International Monetary System and Economic Development Baden-Baden: Nomos Verlag,1988.
"Private Capital Flows and Economic Development" (with E.Cardoso) in H. Chenery and T.N. Srinivasan (eds.) Handbook of Development Economics, North-Holland 1989.
"Monetary Policy in the Open Economy" (with A. Giovannini) in F.Hahn and B.Friedman (eds.) Handbook of Monetary Economics, North-Holland.
"World Debt Problems" in B.Stallings and R.Kaufman (eds.) Debt and Democracy in Latin America. Boulder,Col.: Westview Press, 1989.
"The World Debt Problem: Anatomy and Solutions" in The Road to Recovery, Task Force report published by the Twentieth Century Fund, 1989.
"Purchasing Power Parity" in The New Palgrave Dictionary of Economics, Macmillan, 1988.
"Lessons from the German Inflation Experience of the 1920s" in R.Dornbusch, S. Fischer and J.Bossons (eds) Macroeconomics and Finance, MIT Press, 1987.
"Open Economy Macroeconomics: New Directions" in R.Marston (ed.) Misaligned Exchange Rates, University of Chicago Press, 1988.
"Fiscal Policy and International Coordination: Comments" in M.Monti (ed.) Fiscal Policy, Economic Adjustment and Financial Markets Washington DC International Monetary Fund, 1989..
"The Dollar: How Much Further Depreciation Do We Need?" Federal Reserve Bank of Atlanta Economic Review, Sept/Oct. 1987.
"Solutions to the World Debt Problem" Testimony before the House Banking Committee, March 9, 1988.
"Mexico: Inflation, Debt and Growth" Economic Policy, 2, 1988.
"The Japanese Current Account" Comments" in S.Fischer (ed.) 1988 NBER Macroeconomics Annual.
"An International Gold Standard Without Gold: Comment" Cato Journal. 8 (2), Fall 1988.
"Peru on The Brink" Global Economic Policy I (1) May 1989.
"Inflation and the Dollar". Testimony before the Senate Banking Committee, July 4, 1988.
"Credibility, Debt and Unemployment. Ireland's Failed Stabilization." Economic Policy. April 1989
"Los Costos y Beneficios de la Integracion Economica Regional. Una Revision." Pensamiento Iberoamericano, 15, Jan.-June, 1989
"Brazilian Debt Crises Past and Present." (with E.Cardoso) in B.Eichengeen and P.Lindert (eds.) The International Debt Crisis in Historical Perspective MIT Press, 1990
"The New Classical Macroeconomics and Stabilization Policy." American Economic Review (Papers and Proceedings) May 1990
"Debt and Macroeconomic Instability in Argentina" in J.Sachs (ed.) Developing Country Debt and Economic Performance U. of Chicago Press, 1990.
"Latin American Adjustment: The Record and the Next Steps." in J.Williamson (ed.) Latin American Adjustment. Washington DC Institute for International Economics, 1990.
"The Dollar in the 1990s: Competitiveness and the Challenges of New Blocks." in Federal Reserve Bank of Kansas City Monetary Policy Issues in the 1990s. Kansas City, 1990.
"The Dollar and the Adjustment Options" in F. Macchiarola (ed.) International Trade. The Changing Role of the United States New York: Academy of Political Science. 1990
"US Policy Options for Freer Trade: The case for Bilateralism." in R.Lawrence and C.Schultze (eds.) US Trade Policy Brookings, 1990.
"Real Exchange Rates and Purchasing Power Parity" (jointly with T.Vogelsang) in J. de Melo and A.Sapir (eds.) Trade Theory and Economic Reform. Essays in Honor of Bela Balassa. Cambridge: Basil Blackwell. 1991
"Mexican Debt" in D.Brothers (ed.) Mexico's Search for a New Development Strategy. Boulder: Westview Press, 1990.
"Real Exchange Rates and Macroeconomics: A Selective Survey." Scandinavian Journal of Economics 91 (2), 401-432. 1989.
"Problems of European Monetary Integration" in A.Giovannini and C.Maier (eds.) European Financial Integration. Cambridge: Cambridge University Press, 1991.
"Policies to Move From Stabilization to Growth" World Bank Research Reports, (Supplement), 1991
"Mexico's Economy at the Cross Roads" in Journal of International Affairs 33 (2) Winter 1990.
"Brazilian Debt: A Requiem for Muddling Through" in S.Edwards and F.Larrain (eds.) Debt, Adjustment and Recovery. Basil Blackwell, 1990.
"Europe 1992: Macroeconomic Implications." Brookings Papers on Economic Activity 2, 1990.
"Public Debt and Fiscal Stability (with J.Poterba) in J.Makin et al. Balancing Act. Debt, Deficits and Taxes. Washington DC: American Enterprise Institute, 1990.
"Developing Country Debt Problems after Seven Years." in R.Dornbusch, J.Makin and D.Zlowe (eds.) Alternative Solutions to Developing Country Debt Problems. Washington DC: American Enterprise Institute, 1989.
"The US Economy in the 1980s and Beyond." (with O.Blanchard) in Rivista di Politica Economica M. Baldassari, St Martin's Press, New York, 1992.
"The Adjustment Mechanism: Theory and Problems." in N.Fieleke (ed.) International Payments imbalances in the 1980s, Federal Reserve Bank of Boston, Boston, 1989.
"Estabilidad Fiscal y Rendimiento Economico" in Sistema Fiscal y Administracion Tributaria Instituo de Estudios Fiscales Madrid, 1990.
"The Need for Further Dollar Depreciation" in J.Sijben (ed.) Financing the World economy in the 1990s. London: Kluwer, 1989
"Doubts About the Structural Impediments Initiative" Testimony before the Senate Finance Committee, Subcommittee on International Trade, November 7, 1989.
"Seigniorage in Europe: Comment" in M.de Cecco and A.Giovannini (eds.) A European Central Bank. Cambridge University Press, 1989.
US-Mexican Trade Relations." Testimony before the House Ways and Means Committee, June 1990.
"Exchange Rate Economics." in D.Llewellyn and C.Milner (eds.) Current issues in International Monetary Economics. London: Macmillan 1990
"Policy Options for Freer Trade: The Bilateral Approach." in R.Lawrence and C.Schultze (eds.) An American Trade Strategy Washington, DC: Brookings
"Comment: The Economics of the Dollar Cycle." in S.Gerlach and P.Petri (eds.) The Economics of the Dollar Cycle. Cambridge,Ma.:MIT Press, 1990.
"Macroeconomic Populism." (with S.Edwards) Journal of Development Economics Vol. 32, 2, April 1990, 247-278..
"La Reconstruccion Economica de la America Latina." in J.Wicht (ed.) Hacia la Estabilicion y el Crecimiento. Universidad del Pacifico, 1990.
"Two-track EMU Now!" in R.Layard (ed.) Britain and EMU Center for Economic Performance, London School of Economics.
"US-Mexico Free Trade." Testimony before the Senate Finance Committee, February 21, l991.
"Debt and Deficits in the 1990s" (with J.Poterba) in J.Makin et al. (eds.) Balancing Act. Debt, Deficits and Taxes. Washington: American Enterprise Institute.
"Extreme Inflation: Dynamics and Stabilization" (with F.Sturzenegger and H.Wolf) Brookings Papers on Economic Activity No 2, 1990.
"The U.S. in the World Economy" The Edmund James Lecture, published by the Department of Political Science, University of Illinois, 1991.
"The Economic Reconstruction of Latin America" in Hacia la Estabilizacion y el Crescimiento, Centro de Investigacion, Universidad del Pacifioco, Lima, Peru, 1990.
"It's Time to Open Up Trade with Mexico." Challenge November/December 1990.
"US-Mexico Free Trade" Testimony before the Senate Finance Committee, February 20th, 1991.
"Priorities of Economic Reform in the Emerging Democracies." Transition February, 1991.
"Experiences with Extreme Monetary Instability" in S.Commander (ed.) Managing Inflation in Socialist Economies in Transition. World Bank, 1991
"National Saving and International Investment: Comment.", in D.Bernheim and J.Shoven (eds.) National Saving and Economic Performance Chicago: University of Chicago Press. 1991.
"Priorities of Economic Reform in Eastern Europe and the Soviet Union." Occasional Paper No. 5, Centre for Economic Policy Research, London, 1991.
"US Mexican Free Trade: Good Jobs at Good Wages" Testimony before the House Committee on Education and Labor, April 30th, 1991.
"East Germany in From the Cold: Comment." Brookings Papers on Economic Activity, 1, 1991.
"Dornbusch on Trade" The Economist (London) May 4th, 1991
"Credibility and Stabilization" Quarterly Journal of Economics, August 1991.
"Europe's Money and the Dollar" Testimony before the Subcommittee on Domestic Monetary Policy, July 25, 1991.
"Trade Liberalization in Developing Countries." Journal of Economic Perspectives, Winter 1991.
"The United States in the World Economy" Quarterly Review of Economics and Business No 2, Summer 1991.
"Money. Trade and Debt: Reform Options for the Soviet Union and the Republics." Center for Economic Performance, London School of Economics, October 1991.
"Ireland and Europe's New Money". Pamphlet of the Geary Lecture published by the Economic and Social Research Institute, 1991.
"La France et L'Union Economique et Monetaire Europeene." (with P.Jacquet) Report to the French National Assembly, in Rapport d'Information, Commssion des Finances, December 4, 1991.
"U.S. Economic Strategies for the 1990s" Testimony before the House Committee on Banking, Housing and Urban Affairs, January 28, 1992.
"Lessons from Experiences With High Inflation." World Bank Economic Review Vol. 6, No.1, 1992.
"Strategies and Priorities for Reform." OECD The Transition to Market Economies, Paris. 1991.
"Macroeconomic Effects of German Unification: Comment" in P.Welfens (ed.) Economic Aspects of German Unification. Springer Verlag, 1992.
" US-Latin American Trade Relations". Testimony before the Joint Economic Committee, Feb 1992.
"US-Japan Relations 50 Years After Pearl Harbor." Nihon Keizai Shimbun December 1991.
"High Inflation and the Nominal Anchors of an Open Economy: Discussion", in Monetary Theory and Thought, Haim Barkai et. al (eds.) London, Macmillan Press, Ltd., 1993.
"A Payments Mechanism for Eastern Europe and the Commonwealth" presented at the EC seminar on the Soviet Union, January 1992.
"Does Japanese Asset Deflation Threaten U.S. Recovery?" Testimony before the Senate Banking Committee, April 30,, 1990
"A U.S. Economic Strategy for the 1990s" Testimony before the Committee on Banking, Housing and Urban Affairs, U.S. House of Representatives, Jan. 28, 1992.
"The Case for Bilateralism" in D. Salvatore (ed.) Protectionism and World Welfare, Cambridge University Press, 1993. pp. 180–199.
"Exchange Rates and the Economy" forthcoming in R.Levich (ed.) Exchange Rates and Corporations.
"Economic Transition in East Germany" (with. H.Wolf) Brooking Papers on Economic Activity, 1, 1992.
"Europe's Money and the Dollar." Testimony before the Subcommittee on Domestic Monetary Policy, July 25, 1991.
"Trade Liberalization in Developing Countries." Journal of Economic Perspectives, Winter 1991.
"The United States in the World Economy." Quarterly Review of Economics and Business No 2, Summer 1991.
"Money. Trade and Debt: Reform Options for the Soviet Union and the Republics." Center for Economic Performance, London School of Economics, October 1991.
"Ireland and Europe's New Money." Pamphlet of the Geary Lecture published by the Economic and Social Research Institute, 1991.
"La France et L'Union Economique et Monetaire Europeene." (with P.Jacquet) Report to the French National Assembly, in Rapport d'Information, Commssion des Finances, December 4, 1991.
"U.S. Economic Strategies for the 1990s." Testimony before the House Committee on Banking, Housing and Urban Affairs, January 28, 1992.
"Lessons from Experiences With High Inflation." World Bank Economic Review Vol. 6, No.1, 1992.
"Strategies and Priorities for Reform." OECD The Transition to Market Economies, Paris. 1991.
"Macroeconomic Effects of German Unification: Comment." in P.Welfens (ed.) Economic Aspects of German Unification. Springer Verlag, 1992.
" US-Latin American Trade Relations". Testimony before the Joint Economic Committee, April 2, 1992.
"Economic Reconstruction of East Germany." (with H.Wolf), in O. Blanchard, et. al (eds.) The Transition in Eastern Europe, NBER Project Report, Chicago: University of Chicago Press, 1994.
"Bring Back Comecon." CEO International Strategies No 2, 1992.
"The Bretton Woods International Monetary System: Comment." in A Retropective on the Bretton Woods System: Lessons for International Monetary Reform; M.Bordo and B.Eichengreen (eds.) NBER Research Project Report, Chicago: University of Chicago Press, 1993.
"Economic Transition in East Germany." (with H.Wolf) forthcoming Brookings Papers on Economic Activity, 1, 1992.
"Exchange Rate Policies in Economies in Transition", Chapter 10 in Barth, Richard and Chorng-Huey Wong (1992) Approaches to Exchange Rate Policy. Choices for Developing and Transition Economies,
International Monetary Fund.
"Moderate Inflation." (with S.Fischer) World Bank Economic Review Vol. 7, No.1, 1993, pp. 1–44.
"Lessons from the End of the Austro-Hungarian Empire for the Former Soviet Union Today." (Harms Prize Lecture) Weltwirtschaftliches Archiv, Vol. 128, No.3, 1992
"The U.S. Economy in the 1980s and Beyond." (with O.Blanchard) in M.Baldassari (ed.) Keynes and the Economic Policies in the 1980s. Rivista Di Politica Economica, Serie III, April, 1989. St Martin's Press.
"Postwar Economic Reconstruction." (Ed. with W.Nolling and R.Layard) Anglo-German Foundation, London, 1983.
"Novos-classicos e Novos-keynesianos, in Literatura Economica, numero especial, Junho de 1992
"Korea: The External Balance." in V.Corbo and S.Suk Structural Adjustment in a Newly Industrialized Country. The Korean Experience. The World Bank, 1992.
"Monetary Problems of Post-Communism, Lessons from the End of the Austro-Hungarian Empire." Weltwirtschaftliches Archiv No.3, Vol.128, 1992
"The Bretton Woods International Monetary System: Comment." in M.Bordo and B.Eichengreen (eds.) A Retrospective on the Bretton Woods System. University Of Chicago Press, 1993.
"The External Balance." (with Y.C. Park) in V.Corbo and S.M. Suh (eds.) Structural Adjustment in a Newly Industrialized Country Washington DC: World Bank, 1992.
"The Exchange Market: Discussion." in V.Grilli and R.Hamaui (eds.) Financial Markets' Liberalization and the Role of Banks. Cambridge University Press, 1993.
"The End of the German Miracle." Journal of Economic Literature, June 1993.
"Round Table Discussion" in J.DeMelo and A. Panagariya (eds) New Dimensions in Regional Integration. Center for Economic Policy Research, Cambridge University Press, Cambridge UK and New York, 1993.
"Macroeconomics: A Retrospective." in Haim Barkai et al. (eds.) Monetary Theory and Thought. Macmillan. 1993.
"Does Openness Matter? Comment." in H.Siebert (ed.) Economic Growth in the World Economy. JCB Mohr, Tubinger, 1993.
"Chilean Trade and Exchange Rate Policy." (with S.Edwards) in The Chilean Economy: Policy Lessons and Challenges, B.Bosworth et. al. (eds.), Washington: Brookings Institution, 1994.
"Financial and Currency Integration: Comment" in F.Torres and F.Giavazzi (eds) Adjustment and Growth in the European Monetary Union. Cambridge University Press, 1993.
"Does Openness Matter: Comment" in H.Siebert (ed.) Economic Growth in The World Economy, JCB Mohr, 1993.
"Italy and the Modigliani Model." Rivista di Politica Economica August-September, 1993.
"Mexico: Stabilization, Reform and No Growth" (with A. Werner) Brookings Papers on Economic Activity, 1:1994.
"Exchange Rates and the Economy." in Y.Amihud and R.Levich (eds.) Exchange Rates and Corporate Performance. New York University, Irwin Publishing, Burr Ridge, IL, 1994.
"European International Economic Policy Issues." in European Parliament Economic Interdependence-New Policy Challenges. Brussels 1993.
"East German Reconstruction" (with H.Wolf) in O. Blanchard et al (eds.) The Transition in Eastern Europe, Vol 1: Country Studies. NBER and University of Chicago, 1994.
"Stabilization and Monetary Reform." in J.Beaufort Wijnholds, S.Eiffinger and L.Hoogduin (eds.) A Framework for Monetary Stability Kluwer: Amsterdam, 1994.
"Europe's Agenda for International Economic Policy." Politik und Gesellschaft. 1, 1994.
"Thinking About Migration: European Migration Pressures at the Dawn of the Next Millennium: Comment." in H.Siebert (ed.) Migration: A Challenge For Europe. JC Mohr, Tubingen, 1994.
"Is There a Role for Demand Policy?" Swedish Economic Policy Review Vol. I, No.1, Autumn 1994.
"Currency Crises and Collapses" (with I. Goldfajn and R. O. Valdes), Brookings Papers on Economic Activity, Brookings Institution, Washington, 2, 1995.
"Financial Integration in a Second Best World" in R.Dornbusch and Y.C.Park (eds) Financial Opening. International Center For Economic Growth. 1995
"North-South Trade Relations in the Americas: The Case for Free Trade" in Trade Liberalization in the Western Hemisphere, Inter-American Development, Economic Commission for Latin America and the Caribbean, Washington, DC, 1995
"And If Society Should Empty", Etruria Oggi, Vol. XIII, September 1995.
"An American Perspective " in The Political Economy of Korea-United States Cooperation, C. F. Bergsten and I. SaKong, (eds.) Institute for International Economics, Institute for Global Economics, 1995.
"Euro Fantasies" in Foreign Affairs, Council on Foreign Relations, September/October, Vol 75, No. 5, pp. 110–124, 1996.
"The Effectiveness of Exchange Rate Changes" in Oxford Review of Economic Policy, Vol 12, No. 3, pp. 26–38, Oxford University Press, 1996.
"Is Brazil the Next Mexico?" in International Economy, July/August, The International Economy Publications, Inc., 1996.
"Commentary: How Should Central Banks Reduce Inflation?" in Achieving Price Stability, a Symposium Sponsored by the Federal Reserve Bank of Kansas City, Jackson Hole, Wyoming, August 29-31, 1996.
"Cross-Border Payments Taxes and Alternative Capital-Account Regimes", in International Monetary and Financial Issues for the 1990s, Research papers for the group of twenty-four, Volume VIII, United National Conference on Trade and Development, United Nations, New York and Geneva, 1997, pp. 27–35.
"Fiscal Aspects of Monetary Integration" American Economic Review, May 1997
"Brazil's Incomplete Stabilization" Brookings Papers on Economic Activity. No. 1, 1997
"The Folly, the Crash, and Beyond: Economic Policies and the Crisis." in S. Edwards and N. Naim (1997), Mexico 1994. Washington, DC: Carnegie Endowment.
"Debt and Monetary Policy" forthcoming in G.Calvo and M.King (eds.) in a volume of the IEA.
"Disinflation and Overvaluation" in S. Borner and M. Paldam eds. a The Political Dimension of Economic Growth: Proceedings of the IEA Conference held in
San Jose, Costa Rica, , for the International Economic Association, Macmillan, 1998.
"Capital Controls: An Idea Whose Time is Past", in Should the IMF Pursue
Capital-Account Convertibility?, Essays in International Finance No. 207, International Finance Section, Department of Economics, Princeton University, May, 1998.
"Immediate Challenges for the European Central Bank" (with C.Favero and F.Giavazzi), Economic Policy, No 26, April 1998, pp. 15–64
"Notes on Intertemporal Trade in Goods and Money", Journal of Applied Economics, Volume 1, No. 1, November, 1998, pp. 165–177.
"Im Schwankenden Boot", in  Die Gegenwart der Zukunft Unsere Welt im Neuen Johrhundert.  Verlag Klaus Wagenbach, Munchen, 2000.  Pages 126-134.
"Cent Ans de prosperet , Politique Etrangere,  Publi?e Par L'Institut  Francais des Relations Internationales,  Paris. Automne 1999, pages 717-740
"How EMU Can Succeed" with P.Jacquet, International Affairs, Volume 76, number 1, January 2000, pages 89–110.
"Panel on the Future for International Financial Institutions: Discussion, in Brookings Trade Forum, Susan M. Collins and Robert Z. Lawrence, editors, Brookings, Washington, D.C., 1999, pages 205-227.
"Contagion: How it Spreads and How It Can be Stopped?", The World Bank Research Observer, Vol. 15, No. 2, August 2000, pp. 177–97.
"Hard Currency and Sound Credit: A Financial Agenda for Central Europe, Second Prize in Cahiers  Papers, with F.Giavazzi, volume 4, No. 2,  The 1999 EIB Prize, European Investment Bank, pages 24-32.
"Financial Crises: What Have We Learned from Theory and Experience?:" in Summary of Panel Remarks, International Finance and Financial Crises: Essays in Honor of Robert P. Flood, Jr., P. Iasar, A. Razin, A.K. Rose, editors, Kluwer Academic Publishers, International Monetary Fund, 1999, pages 57–61.
"Heading Off China's Financial Crises", in  Strengthening The Banking System in China: Issues and Experience, with F.Giavazzi, A Joint BIS/PBC Conference held in Beijing China, 1-2-, March 1999, BIS Policy Papers, No. 7, October 1999, Bank for International Settlements Monetary and Economic Department, Switzerland, pages 40–58.
Robert A. Mundell's Nobel Memorial Prize," The Scandinavian Journal of Economics, Vol 102, No. 2, 2000, pp.199-210.
"Robert Mundell-Laureate in Economics," Journal of Policy Modelings, Volume 22, N0. 3, May 2000, pp. 305–309.
"A Century of Unrivaled Prosperity," Global Fortune, Ian Vasquez, editor, Caro Institute, Washington, DC, 2000, pp. 91–111.
"Financial Crises, Exchange Rate Arrangements, and the IMF" in The Paradoxes of Unintended Consequences, in Honor of George Soros, edited by Lord Dahrendorf, Yehuda Elkana, Aryeh Neier, William Newton-Smith and Istvan Rev, Central European University Press, 2000.
"Emerging Market Crises: Origins and Remedies" in Reforming the International Monetary and Financial System, P.B. Kenen and A.K. Swoboda, editors, International Monetary Fund, 2000.
"Curing a Monetary Overhang: Historical Lessons", in Money, Capital Mobility and Trade: Essays in Honor of Robert Mundell, G.A. Calvo, R. Dornbusch and M. Obstfeld, editors, The MIT Press, Cambridge, MA, 2001.
"Fewer Monies, Better Monies", in Discussion on Exchange Rates and the Choice of Monetary-Policy Regimes, The American Economic Review, May 2001, pp. 238–242.